# Unidade inglesa

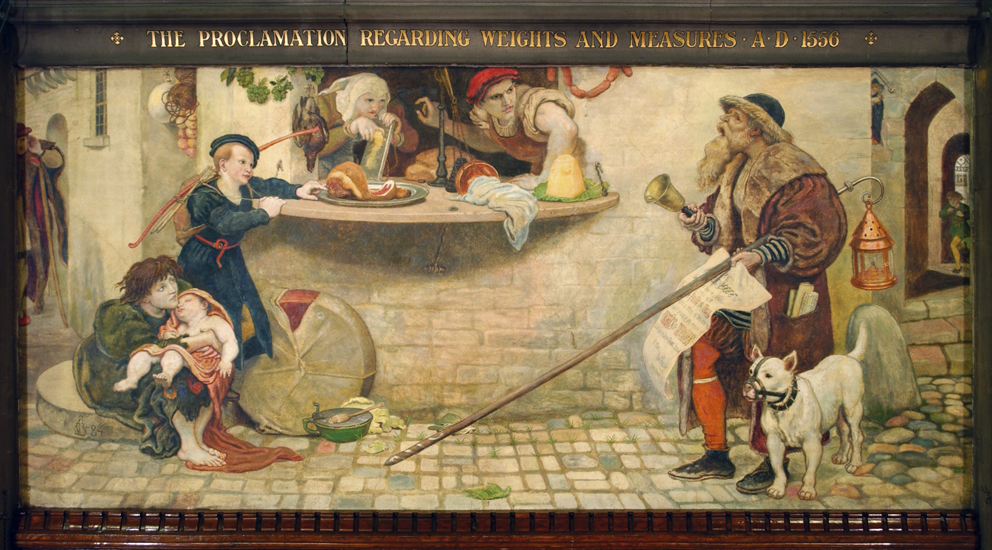
Proclamação sobre pesos e medidas em Manchester, 1556.

Unidade inglesa ou medida imperial é a denominação dada a várias unidades de medida historicamente usadas no Reino Unido até 1824, ano em que o Weights and Measures Act padronizou o sistema imperial britânico de medidas, mantendo a maioria dos nomes das unidades mas alterando algumas das suas definições.
As unidades inglesas evoluíram de uma combinação do sistema de medidas anglo-saxão e do sistema romano antigo.
A definição dessas medidas podia ser bastante imprecisa. O comprimento do  braço de Henrique I, por exemplo, foi o padrão adotado para a definição de uma jarda.
A despeito do nome, as unidades inglesas não se referem necessariamente ao sistema de unidades que foi oficialmente adotado em todo o Império Britânico - e ainda é usado em países da Comunidade Britânica, inclusive naqueles que adotaram o sistema métrico como principal sistema de medida. De fato, a expressão "unidade inglesa" também pode se referir ao sistema de medidas tradicionalmente usado nos Estados Unidos, denominado English System. A expressão English unit pode designar, nos EUA, tanto as antigas unidades imperiais britânicas como as várias outras unidades tradicionais nos Estados Unidos, como o galão americano (o "galão de vinho" da rainha Ana) e o bushel (uma variação do antigo bushel de Winchester).
Portanto, a expressão English unit, embora comum nos Estados Unidos, é problemática por ser ambígua: tanto pode referir-se ao Sistema Imperial de Unidades (Não usado no Reino Unido), como ao sistema tradicional de unidades, usado nos EUA, o qual mantém alguns dos nomes das unidades britânicas mas com algumas diferenças de definição. Nos casos em que os dois sistemas divergem, não é claro qual sistema está a ser utilizado.
Algumas pessoas nos Estados Unidos também denominam esses sistema de British system ("sistema britânico"). No Reino Unido, usam-se as expressões imperial units (unidades imperiais) ou imperial measurements (medidas imperiais) quando se trata do sistema não métrico que foi usado como padrão na Grã-Bretanha e nos países de colonização inglesa.

## Uso atual
Os únicos países do mundo que ainda adotam este sistema são Libéria, Myanmar, Inglaterra e Estados Unidos. A Colômbia utiliza este tipo de medida somente para volumes.

## Histórico
Vários padrões sob o nome comum de "unidades inglesas" foram utilizados em diferentes épocas, em lugares diferentes e para coisas diferentes. Antes da Batalha de Hastings em 1066, o sistema anglo-saxão de medidas era baseado em unidades de barleycorn (grãos de cevada) e gyrd (vara). Este sistema, presumivelmente, tinha origens germânicas. Antes da conquista normanda, unidades romanas foram reintroduzidas. O sistema resultante de unidades inglesas era uma combinação dos sistemas anglo-saxão e romano.
O desenvolvimento posterior do sistema inglês prosseguiu ao se definir as unidades em lei, na Magna Carta de 1215, e emitindo padrões de medida a partir da capital da época, Winchester. Os padrões foram renomeados em 1496, 1588 e 1758. A última Imperial Standard Yard ("Jarda Padrão Imperial") em bronze foi produzida em 1845 e serviu como padrão no Reino Unido até que a jarda fosse redefinida internacionalmente como 0,9144 metros em 1959 (regulamentação estatutária: Weights and Measures Act of 1963).
O uso de unidades inglesas disseminou-se através da Grã-Bretanha e das colônias britânicas. Estas unidades formam a base do Sistema Imperial antigamente utilizado nos países da Commonwealth e no sistema usual utilizado nos Estados Unidos. Apesar dos dois sistemas serem bastante parecidos, existem diferenças notáveis entre ambos.

## Unidades de comprimento
O sistema para medir comprimentos nos Estados Unidos se baseia na polegada, no pé, na jarda e na milha.
Cada uma destas unidades tem duas definições ligeiramente diferentes, o que ocasiona que existam dois diferentes sistemas de medição.
Uma polegada de medida internacional mede exatamente 25,4 mm (por definição), mas uma polegada de agrimensor dos EUA se define assim: 39,37 polegadas são exatamente um metro. Para a maioria das aplicações, a diferença é insignificante (aproximadamente 3 mm por cada milha). A medida internacional se usa na maioria das aplicações (incluindo engenharia e comércio), mas a de examinação é somente para agrimensura.
A medida internacional utiliza a mesma definição das unidades que se usam no Reino Unido e outros países da Commonwealth. As medidas de agrimensura utilizam uma definição mais antiga que se usaram antes que os Estados Unidos adotassem a medida internacional.
- 1 Mil = 25,4 µm (micrômetros)
- 1 Polegada (in) = 1 000 Mil = 2,54 cm
- 1 Pé (ft) = 12 in = 30,48 cm
- 1 Jarda (yd) = 3 ft = 36 in = 91,44 cm
- 1 Rod (rd) = 5,5 yd = 16,5 ft = 198 in = 5,0292 m
- 1 Corrente (ch) = 4 rd = 22 yd = 66 ft = 792 in = 20,1168 m
- 1 Furlong (fur) = 10 ch = 40 rd = 220 yd = 660 ft = 7 920 in = 201,168 m
- 1 Milha (mi) = 8 fur = 80 ch = 320 rd = 1 760 yd = 5280 ft = 63 360 in = 1 609,344 m = 1,609344 km (agricultura)
- 1 Légua = 3 mi = 24 fur = 240 ch = 960 rd = 5 280 yd = 15 840 ft = 190 080 in = 4 828,032 m = 4,828032 km

Às vezes, com fins de agrimensura, se usam as unidades conhecidas como As medidas da corrente de Gunther (ou medidas da corrente do agrimensor). Estas unidades se definem a seguir:
- 1 Link (li) = 7,92 in = 0,001 fur = 201,168 mm
- 1 Chain (ch) = 100 li = 66 ft = 20,117 m

Para medir profundidades do mar, usam-se os fathoms (braças)
- 1 Braça = 6 ft = 72 in = 1,8288 m

## Unidades de área
As unidades de área nos Estados Unidos se baseiam na jarda quadrada (sq yd ou yd²).
- 1 polegada quadrada (sq in ou in²) = 6,4516 cm²
- 1 pé quadrado (sq ft ou ft²) = 144 in² = 929,0304 cm²
- 1 jarda quadrada (sq yd ou yd²) = 9 ft² = 1 296 in² = 0,83612736 m²
- 1 rod quadrado (sq rd ou rd²) = 30,25 yd² = 272,25 ft² = 39.204 in² = 25,29285264 m²
- 1 rood = 40 rd² = 1 210 yd² = 10 890 ft² = 1 568 160 in² = 1 011,7141056 m²
- 1 acre (ac) = 4 roods = 160 rd² = 4 840 yd² = 43 560 ft² = 6 272 640 in² = 4 046,8564224 m²
- 1 homestead = 160 ac = 640 roods = 25 600 rd² = 774 400 yd² = 6 969 600 ft² = 1 003 622 400 in² = 647 497,027584 m²
- 1 milha quadrada (sq mi ou mi²) = 4 homesteads = 640 ac = 2 560 roods = 102 400 rd² = 3 097 600 yd² = 27 878 400 ft² = 4 014 489 600 in² = 2,589988110336 km²
- 1 légua quadrada = 9 mi² = 36 homesteads = 5 760 ac = 23 040 roods = 921 600 rd² = 27 878 400 yd² = 250 905 600 ft² = 36 130 406 400 in² = 23,309892993024 km²

## Unidades de volume
A polegada cúbica, pé cúbico e jarda cúbica, se utilizam com frequência para medir o volume. Além do mais, existe um grupo de unidades para medir volumes de líquidos e outro para medir materiais áridos.
Além do pé cúbico, a polegada cúbica e a jarda cúbica, estas unidades são diferentes às unidades utilizadas no Sistema Imperial, embora os nomes das unidades sejam parecidos.

### Nos Estados Unidos
Volume em sólidos
- 1 polegada cúbica (in³ ou cu in)= 16,387064 cm³
- 1 pé cúbico (ft³ ou cu ft) = 1.728 in³ = 28,316846592 dm³
- 1 jarda cúbica (yd³ ou cu yd) = 27 ft³ = 46 656 in³ = 764,554857984 dm³
- 1 acre-pé = 43,56 yd³ = 1.176,12 ft³ = 2 032 335,36 in³ = 33,3040096137830 m³
- 1 milha cúbica (mi³ ou cu mi) = 5 451 776 000 yd³ = 147 197 952 000 ft³ = 254 358 061 056 000 in³ = 4,1681818254406 km³

Volume em áridos
- 1 pint (pt) = 550,610471358 ml
- 1 quarto (qt) = 2 pt = 1,10122094272 L
- 1 galão (gal) = 4 qt = 8 pt = 4,40488377086 L
- 1 peck (pk) = 2 gal = 8 qt = 16 pt = 8,80976754172 L
- 1 bushel (bu) = 4 pk = 8 gal = 32 qt = 64 pt = 35,2390701669 L

Volume em líquidos
- 1 Minim = 61,6115199219 μl (microlitros) ó 0,0616115199219 ml
- 1 Dracma líquido ou fluido (fl dr) = 60 minims = 3,69669119531 ml
- 1 Onça líquida ou fluida (fl oz) = 8 fl dr = 480 minims = 29,5735295625 ml
- 1 Gill = 4 fl oz = 32 fl dr = 1 920 minims = 118,29411825 ml
- 1 Pint (pt) = 4 gills = 16 fl oz = 128 fl dr = 7 680 minims = 473,176473 ml
- 1 Quarto (qt) = 2 pt = 8 gills = 32 fl oz = 256 fl dr = 15 360 minims = 946,352946 ml
- 1 Galão (gal) = 4 qt = 8 pt = 32 gills = 128 fl oz = 1 024 fl dr = 61 440 minims = 3,785411784 L
- 1 Barril = 42 gal = 168 qt = 336 pt = 1 344 gills = 5 376 fl oz = 43 008 fl dr = 2 580 480 minims = 158,987294928 L

### No Reino Unido
Volume em sólidos
- 1 polegada cúbica (in³ ou cu in)= 16,387064 cm³
- 1 pé cúbico (ft³ ou cu ft) = 1 728 ft³ = 28,316846592 dm³
- 1 jarda cúbica (yd³ ou cu yd) = 27 ft³ = 46.656 in³ = 764,554857984 dm³
- 1 acre-pé = 43,56 yd³ = 1 176,12 ft³ = 2 032 335,36 in³ = 33,3040096137830 m³
- 1 milha cúbica (mi³ ou cu mi) = 5 451 776 000 yd³ = 147 197 952 000 ft³ = 254 358 061 056 000 in³ = 4,1681818254406 km³

Volume em áridos
- 1 quarto (qt) = 1,32251120912 L
- 1 peck (pk) = 8 qt = 10,5800896729 L
- 1 bushel (bu) = 4 pk = 32 qt = 42,3203586918 L

Volume em líquidos
- 1 Minim = 59,19388388 μl (microlitros) ó 0,05919388388 ml
- 1 Escrópulo líquido ou fluido = 20 minims = 1,1838776776 ml
- 1 Dracma líquido ou fluido (fl dr) = 3 escrópulos líquidos = 60 minims 3,55163303281 ml
- 1 Onça líquida ou fluida (fl oz) = 8 fl dr = 24 escrópulos líquidos = 480 minims = 28,4130625 ml
- 1 Gill = 5 fl oz = 40 fl dr = 120 escrópulos líquidos = 2 400 minims = 142,0653125 ml
- 1 Pinto (pt) = 4 gills = 20 fl oz = 160 fl dr = 480 escrópulos líquidos = 9 600 minims = 568,26125 ml
- 1 Quarto (qt) = 2 pt = 8 gills = 40 fl oz = 320 fl dr = 960 escrópulos líquidos = 19 200 minims = 1,1365225 L
- 1 Galão (gal) = 4 qt = 8 pt = 32 gills = 160 fl oz = 1 280 fl dr = 3 840 escrópulos líquidos = 76 800 minims = 4,54609 L
- 1 Barril = 35 gal = 140 qt = 280 pt = 1 120 gills = 5 600 fl oz = 44 800 fl dr = 134 400 escrópulos líquidos = 2 688 000 minims = 159,11315 L

Existem muitas unidades com o mesmo nome e com a mesma equivalência (segundo o lugar), mas são principalmente utilizadas nos países de língua inglesa.

## Unidades de temperatura
Unidades de temperatura nos Estados Unidos é medido em graus Fahrenheit (indicado por ºF).
A fórmula de conversão de graus Fahrenheit para graus Celsius (indicado por ºC) é:
{\displaystyle {\frac {C}{5}}={\frac {F-32}{9}}}

### Algumas temperaturas
0 °C = 32 °F
27 °C = 80,6 °F
33 °C = 91,4 °F
40 °C = 104 °F
100 °C = 212 °F
180 °C = 356 °F
-18 °C = -0,4 °F
-40 ºC = -40 ºF